# Josefin Lillhage
Josefin Lillhage (Göteborg, 15 marzo 1980) è una nuotatrice svedese.
Specializzata nello stile libero ha partecipato a tre edizioni olimpiche: Atlanta 1996, Sydney 2000 e Atene 2004.

## Palmarès
- Olimpiadi

Sydney 2000: bronzo nella 4x100m sl.
- Mondiali

Montreal 2005: bronzo nei 200m sl.
- Mondiali in vasca corta

Goteborg 1997: argento nella 4x200m sl.
Hong Kong 1999: oro nella 4x200m sl e bronzo nei 200m sl.
Mosca 2002: oro nella 4x100m sl.
Indianapolis 2004: oro nei 200m sl, argento nei 100m sl e nella 4x100m sl e bronzo nella 4x200m sl e nella 4x100m misti.
Shanghai 2006: bronzo nella 4x100m sl.
- Europei

Siviglia 1997: argento nella 4x100m sl e nella 4x200m sl.
Istanbul 1999: argento nella 4x100m sl e nella 4x200m sl.
Berlino 2002: argento nella 4x100m sl e bronzo nella 4x200m sl.
Madrid 2004: bronzo nei 200m sl e nella 4x100m sl.
Eindhoven 2008 : bronzo nella 4x100m sl.
Budapest 2010: argento nella 4x100m misti e bronzo nella 4x100m sl.
- Europei in vasca corta

Lisbona 1999: argento nei 200m sl.
Riesa 2002: oro nella 4x50m sl e bronzo nei 200m sl.
Dublino 2003: oro nella 4x50m misti, argento nei 200m sl e nella 4x50m sl.
Vienna 2004: oro nei 200m sl, bronzo nei 100m sl, nella 4x50m sl e nella 4x50m misti.
Trieste 2005: oro nei 200m sl, argento nella 4x50m sl, bronzo nei 100m sl e nella 4x50m misti.
Helsinki 2006: oro nella 4x50m sl, argento nella 4x50m misti, bronzo nei 100m sl e nei 200m sl.
Debrecen 2007: oro nei 200m sl, argento nella 4x50m misti, bronzo nei 100m sl e nella 4x50m sl.
Istanbul 2009: argento nella 4x50m sl e nella 4x50m misti.